# 軟座車

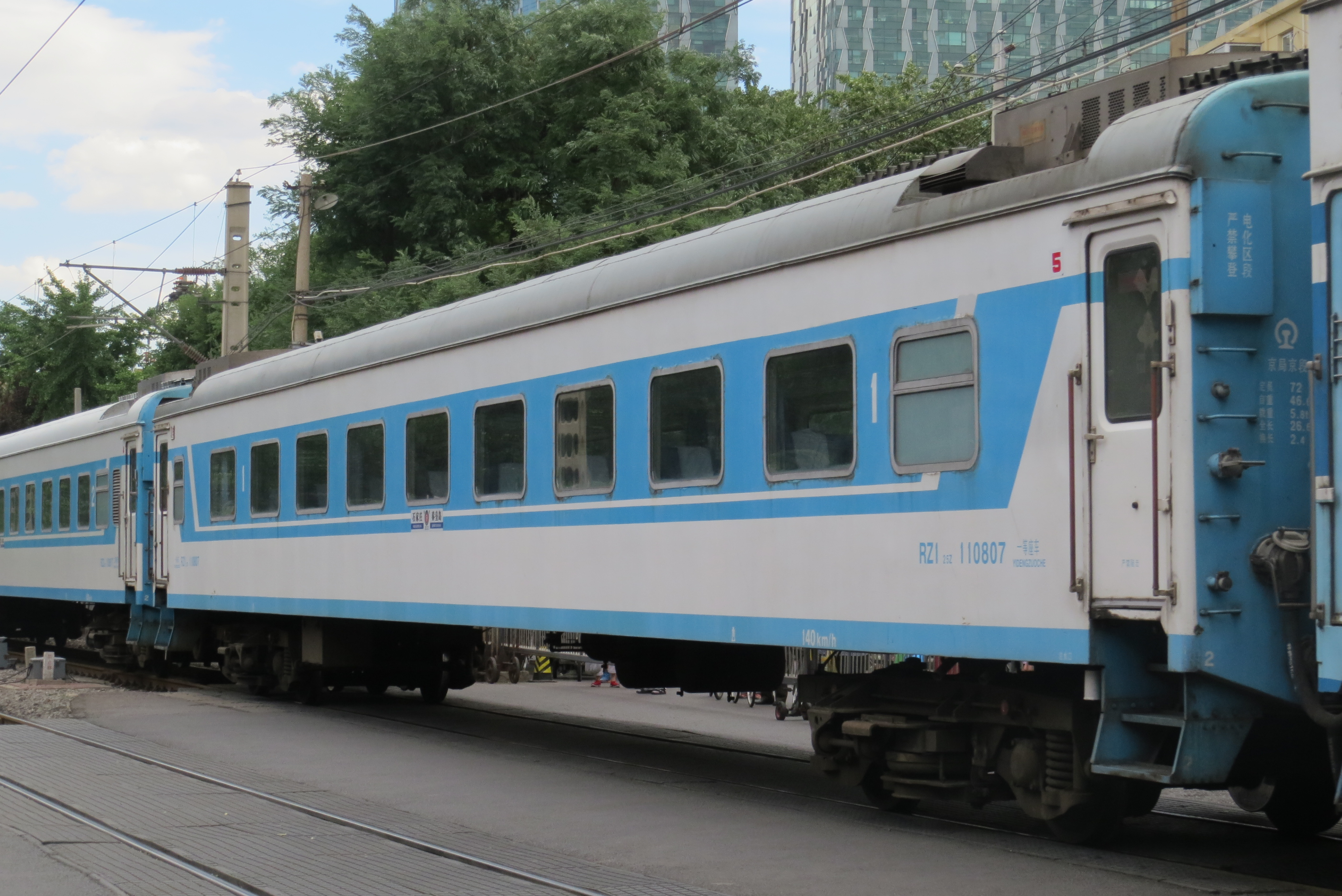
一等軟座車

軟座車（なんざしゃ）とは中華人民共和国での鉄道（中国鉄路）の旅客乗車区分。
大きく軟座車と硬座車にわけられ、軟座車は一等車、硬座車は二等車となる。現在の日本では一等車、二等車の区分が通常ないことから、軟座車をグリーン車、硬座車は普通車と説明されることもある。
軟座車は略号でRZと表記され、これはRuan Zuo（ルァンツォ：軟座）またはRuan zuo che（ルァンツォチョー：軟座車）のことを示す。軟座車としても等級があり、座席間隔が広く、座席はリクライニング仕様、座席配列が通路を挟んで1人掛けと2人掛けシートの3列座席となっている豪華仕様の「特等軟座車」（記号RZT:Te deng Rruan Zuo）と、中級の「一等軟座車」（RZ1:yi deng Ruan Zuo （yiは1という意味））と、基本仕様の「二等軟座車」（RZ2:er deng Ruan zuo （erは2））との2種類の2+2列の座席車に分けられる。また、「双層軟座車」とよばれる2階建ての軟座車（グリーン車または1等車）もある。